# Akhrorjon Sobirov
Akhrorjon Sobirov (* 6. April 1990) ist ein usbekischer Volleyballspieler.

## Karriere
Sobirov spielte bis 2016 in Kasachstan beim VC Almaty. Dann wurde er vom deutschen Bundesligisten TV Bühl verpflichtet. Dort wurde er in der Bundesliga-Saison 2016/17 bester Mittelblocker der Liga. Anschließend spielte er wieder in Almaty. 2018 kehrte er zurück nach Bühl.